# Ichthyomyzon
Ichthyomyzon (gr. „rybia przyssawka”) – rodzaj ryb z rodziny minogowatych (Petromyzontidae).

## Klasyfikacja
Gatunki zaliczane do tego rodzaju:
- Ichthyomyzon bdellium
- Ichthyomyzon castaneus
- Ichthyomyzon fossor
- Ichthyomyzon gagei
- Ichthyomyzon greeleyi
- Ichthyomyzon unicuspis

Gatunkiem typowym rodzaju jest Petromyzon argenteus (I. bdellium).

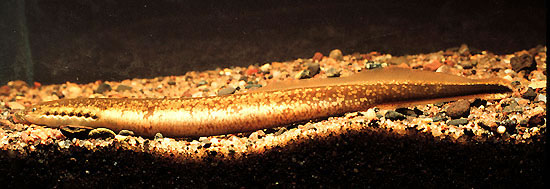
Ichthyomyzon fossor
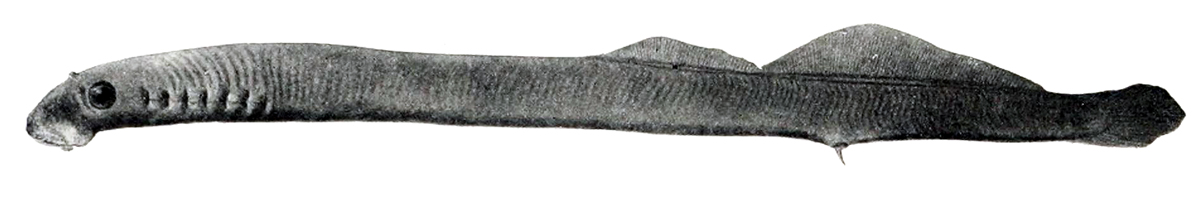
Ichthyomyzon unicuspis